# Émilien Jacquelin
Émilien Jacquelin (* 11. července 1995 Grenoble) je francouzský biatlonista a pětinásobný mistr světa, když v letech 2020 a 2021 triumfoval ve stíhacím závodě, v letech 2020 a 2023 s mužskou francouzskou štafetou a v roce 2025 jako člen smíšené štafety.
Biatlonu se věnuje od roku 2011. Ve světovém poháru debutoval v listopadu 2017 ve vytrvalostním závodě v Östersundu. Zúčastnil se také Zimních olympijských her 2018, kde skončil nejlépe ve vytrvalostním závodě na 77. místě.
Ve světovém poháru ve své dosavadní kariéře zvítězil v pěti individuálních a jedenácti kolektivních závodech.

## Výsledky

### Olympijské hry a mistrovství světa
| Sezóna  | A   | Místo                | SP  | SZ  | HZ  | IZ  | ŠT | SŠT | SZD | Věk    |
| ------- | --- | -------------------- | --- | --- | --- | --- | -- | --- | --- | ------ |
| 2017/18 | ZOH | Pchjongčchang        | –   | –   | –   | 77. | 5. | –   | –   | 22 let |
| 2018/19 | MS  | Östersund            | 24. | 29. | –   | –   | –  | –   | –   | 23 let |
| 2019/20 | MS  | Anterselva           | 6.  | 1.  | 3.  | –   | 1. | –   | 3.  | 24 let |
| 2020/21 | MS  | Pokljuka             | 3.  | 1.  | 30. | 13. | 4. | 5.  | –   | 25 let |
| 2021/22 | ZOH | Peking               | 9.  | 9.  | 22. | 72. | 2. | 2.  | ×   | 26 let |
| 2022/23 | MS  | Oberhof              | 36. | DNS | 20. | 37. | 1. | 3.  |     | 27 let |
| 2023/24 | MS  | Nové Město na Moravě | 9.  | 13. | 11. | 5.  | 3. | –   | –   | 28 let |
| 2024/25 | MS  | Lenzerheide          | 19. | 15. | 11. | 67. | –  | 1.  | –   | 29 let |

Poznámka: Výsledky z olympijských her se do hodnocení světového poháru nezapočítávají, výsledky z mistrovství světa se dříve započítávaly, od mistrovství světa v roce 2023 se nezapočítávají.

### Světový pohár

#### Sezóna 2017/2018
| ČSP | Místo        | SP  | SZ  | HZ | IZ  | ŠT | SŠT | SZD |
| --- | ------------ | --- | --- | -- | --- | -- | --- | --- |
| 1.  | Östersund    | 37. | 35. | –  | 35. | –  | –   | –   |
| 2.  | Hochfilzen   | 58. | DNS | –  | –   | 3. | –   | –   |
| 4.  | Oberhof      | 53. | 43. | –  | –   | 5. | –   | –   |
| 5.  | Ruhpolding   | –   | –   | –  | 64. | –  | –   | –   |
| 7.  | Kontiolahti  | 80. | –   | –  | –   | –  | –   | –   |
| 8.  | Holmenkollen | 63. | –   | –  | –   | 6. | –   | –   |
| 9.  | Ťumeň        | 44. | 35. | –  | –   | –  | –   | –   |

#### Sezóna 2018/2019
| ČSP | Místo                | SP  | SZ  | HZ  | IZ  | ŠT | SŠT | SZD |
| --- | -------------------- | --- | --- | --- | --- | -- | --- | --- |
| 1.  | Pokljuka             | 36. | 16. | -   | 28. | -  | -   | -   |
| 2.  | Hochfilzen           | 24. | 27. | -   | -   | 9. | -   | -   |
| 3.  | Nové Město na Moravě | 45. | 56. | -   | -   | -  | -   | -   |
| 4.  | Oberhof              | 24. | 15. | -   | -   | -  | -   | -   |
| 5.  | Ruhpolding           | 9.  | -   | 19. | -   | 3. | -   | -   |
| 6.  | Anterselva           | 25. | 16. | 9.  | -   | -  | -   | -   |
| 7.  | Canmore              | -   | -   | -   | 28. | 2. | -   | -   |
| 8.  | Soldier Hollow       | 35. | 30. | -   | -   | -  | -   | -   |
| 9.  | Holmenkollen         | 19. | 26. | 25. | -   | -  | -   | -   |

#### Sezóna 2019/2020
| ČSP | Místo        | SP      | SZ      | HZ      | IZ      | ŠT      | SŠT     | SZD     |
| --- | ------------ | ------- | ------- | ------- | ------- | ------- | ------- | ------- |
| 1.  | Östersund    | 11.     | –       | –       | 4.      | 2.      | –       | –       |
| 2.  | Hochfilzen   | 18.     | 3.      | –       | –       | 3.      | –       | –       |
| 3.  | Annecy       | 20.     | 6.      | 2.      | –       | –       | –       | –       |
| 4.  | Oberhof      | 2.      | –       | 30.     | –       | 2.      | –       | –       |
| 5.  | Rupholding   | 12.     | 6.      | –       | –       | 1.      | –       | –       |
| 6.  | Pokljuka     | –       | –       | 25.     | 31.     | –       | –       | 1.      |
| 7.  | Nové Město   | 10.     | -       | 2.      | -       | 15.     | –       | -       |
| 8.  | Kontiolahti  | 3.      | 3.      | –       | –       | –       | zrušeno | zrušeno |
| 9.  | Holmenkollen | zrušeno | zrušeno | zrušeno | zrušeno | zrušeno | zrušeno | zrušeno |

#### Sezóna 2020/2021
| ČSP              | Místo                | SP  | SZ  | HZ  | IZ  | ŠT | SŠT | SZD | STŘ |
| ---------------- | -------------------- | --- | --- | --- | --- | -- | --- | --- | --- |
| 1.               | Kontiolahti          | 8.  | –   | –   | 8.  | –  | –   | –   |     |
| 2.               | Kontiolahti          | 39. | 8.  | –   | –   | 8. | –   | –   |     |
| 3.               | Hochfilzen           | 6.  | 2.  | -   | -   | 6. | -   | -   |     |
| 4.               | Hochfilzen           | 8.  | 2.  | 5.  | -   | –  | –   | –   |     |
| 5.               | Oberhof              | 14. | 13. | –   | –   | –  | -   | 1.  |     |
| 6.               | Oberhof              | 14. | –   | 14. | –   | 1. | –   | –   |     |
| 7.               | Anterselva           | –   | –   | 11. | 25. | 1. | –   | –   |     |
| 8.               | Nově Město na Moravě | 8.  | 7.  | –   | –   | 5. | –   | –   |     |
| 9.               | Nově Město na Moravě | 4.  | 3.  | –   | –   | –  | --  | --  |     |
| 10.              | Östersund            | 24. | 14. | 14. | –   | –  | –   | –   |     |
| Celkové umístění | Celkové umístění     | 10. | 3.  | 14. | 10. | 3. | 2.  | 2.  |     |
| Celkové umístění | Celkové umístění     | 7.  |     |     |     | 3. | 2.  | 2.  |     |

#### Sezóna 2021/2022
| ČSP              | Místo            | SP            | SZ  | HZ | IZ  | ŠT | SŠT | SZD |
| ---------------- | ---------------- | ------------- | --- | -- | --- | -- | --- | --- |
| 1.               | Östersund        | 4.            | –   | –  | 35. | –  | –   | –   |
| 2.               | Östersund (2)    | 2.            | 3.  | –  | –   | 2. | –   | –   |
| 3.               | Hochfilzen       | 6.            | 2.  | –  | –   | 2. | –   | –   |
| 4.               | Annecy           | 7             | 9.  | 1. | –   | –  | –   | –   |
| 5.               | Oberhof          | 2.            | 17. | –  | –   | –  | –   | –   |
| 6.               | Ruhpolding       | 53.           | 20. | –  | –   | 5. | –   | –   |
| 7.               | Anterselva       | –             | –   | –  | 10. | –  | –   | –   |
| 8.               | Kontiolahti      | 6.            | 4.  | –  | –   | 3. | –   | –   |
| 9.               | Otepää           | 32.           | –   | 8. | –   | –  | –   | –   |
| 10.              | Oslo             | 30.           | 19. | 3. | –   | –  | –   | –   |
| Celkové umístění | Celkové umístění | 4.            | 4.  | 5. | 19. | 2. | 3.  | 3.  |
| Celkové umístění | Celkové umístění | 706 bodů (7.) |     |    |     | 2. | 3.  | 3.  |

#### Sezóna 2022/2023
| ČSP              | Místo                | SP             | SZ          | HZ          | IZ          | ŠT          | SŠT         | SZD         |
| ---------------- | -------------------- | -------------- | ----------- | ----------- | ----------- | ----------- | ----------- | ----------- |
| 1.               | Kontiolahti          | 5.             | 3.          | –           | 28.         | 3.          | –           | –           |
| 2.               | Hochfilzen           | 2.             | 3.          | –           | –           | 4.          | –           | –           |
| 3.               | Annecy               | 13.            | 30.         | 14.         | –           | –           | –           | –           |
| 4.               | Pokljuka             | 64.            | –           | –           | –           | –           | –           | –           |
| 5.               | Ruhpolding           | –              | –           | 5.          | –           | –           | –           | –           |
| 6.               | Anterselva           | 6.             | 14.         | –           | –           | 2.          | –           | –           |
| 8.               | Nové Město na Moravě | nestartoval    | nestartoval | nestartoval | nestartoval | nestartoval | nestartoval | nestartoval |
| 9.               | Östersund            | nestartoval    | nestartoval | nestartoval | nestartoval | nestartoval | nestartoval | nestartoval |
| 10.              | Oslo                 | nestartoval    | nestartoval | nestartoval | nestartoval | nestartoval | nestartoval | nestartoval |
| Celkové umístění | Celkové umístění     | 11.            | 15.         | 22.         | 49.         | 2.          | 1.          | 1.          |
| Celkové umístění | Celkové umístění     | 431 bodů (16.) |             |             |             | 2.          | 1.          | 1.          |

#### Sezóna 2023/2024
| ČSP              | Místo             | SP                  | SZ  | HZ  | IZ  | ŠT | SŠT | SZD |
| ---------------- | ----------------- | ------------------- | --- | --- | --- | -- | --- | --- |
| 1.               | Östersund         | 24.                 | 23. | ×   | 27. | 2. | 1.  | –   |
| 2.               | Hochfilzen        | 13.                 | 6.  | ×   | ×   | 2. | ×   | ×   |
| 3.               | Lenzerheide       | 36.                 | 15. | 13. | ×   | ×  | ×   | ×   |
| 4.               | Oberhof           | 37.                 | 21. | ×   | ×   | 7. | ×   | ×   |
| 5.               | Ruhpolding        | 4.                  | 4.  | ×   | ×   | 4. | ×   | ×   |
| 6.               | Anterselva        | ×                   | ×   | 22. | 19. | ×  | –   | 7.  |
| 8.               | Oslo-Holmenkollen | ×                   | ×   | 5.  | 9.  | ×  | –   | 5.  |
| 9.               | Soldier Hollow    | 2.                  | 3.  | ×   | ×   | 8. | ×   | ×   |
| 10.              | Canmore           | 4.                  | 4.  | 3.  | ×   | ×  | ×   | ×   |
| Celkové umístění | Celkové umístění  | 12.                 | 7.  | 5.  | 15. | 4. | 2.  | 2.  |
| Celkové umístění | Celkové umístění  | 712 bodů (6. místo) |     |     |     | 4. | 2.  | 2.  |

#### Sezóna 2024/2025
| ČSP              | Místo                | SP                  | SZ  | HZ  | IZ  | ŠT | SŠT | SZD |
| ---------------- | -------------------- | ------------------- | --- | --- | --- | -- | --- | --- |
| 1.               | Kontiolahti          | 1.                  | ×   | 14. | 14. | 1. | 2.  | –   |
| 2.               | Hochfilzen           | 14.                 | 2.  | ×   | ×   | 1. | ×   | ×   |
| 3.               | Annecy               | 8.                  | 3.  | 16. | ×   | ×  | ×   | ×   |
| 4.               | Oberhof              | 3.                  | 11. | ×   | ×   | ×  | –   | –   |
| 5.               | Ruhpolding           | ×                   | ×   | 8.  | 19. | 1. | ×   | ×   |
| 6.               | Anterselva           | 25.                 | 17. | ×   | ×   | 1. | ×   | ×   |
| 7.               | Nové Město na Moravě | 1.                  | 8.  | ×   | ×   | –  | ×   | ×   |
| 8.               | Pokljuka             | ×                   | ×   | 10. | 11. | ×  | –   | 4.  |
| 9.               | Oslo-Holmenkollen    | 64.                 | –   | 19. | ×   | ×  | ×   | ×   |
| Celkové umístění | Celkové umístění     | 3.                  | 7.  | 12. | 15. | 1. | 2.  | 2.  |
| Celkové umístění | Celkové umístění     | 777 bodů (7. místo) |     |     |     | 1. | 2.  | 2.  |

### Mistrovství Evropy
| Sezona  | Místo   | IZ  | SP  | SZ  | ŠT | SŠT | SZD | Věk    |
| ------- | ------- | --- | --- | --- | -- | --- | --- | ------ |
| 2014/15 | Otepää  | 19. | 19. | 14. | –  | –   | –   | 18 let |
| 2016/17 | Dušníky | 10. | 52. | 23. | –  | –   | 9.  | 21 let |
| 2017/18 | Ridnaun | –   | 37. | 17. | –  | –   | 2.  | 22 let |

### Juniorské vrcholné akce
| Akce | Sezóna  | Místo            | SP  | SZ  | IZ | ŠT | Věk    |
| ---- | ------- | ---------------- | --- | --- | -- | -- | ------ |
| MSD  | 2013/14 | Presque Isle     | 13. | 10. | 3. | 6. | 18 let |
| MSJ  | 2014/15 | Raubiči          | 15. | 7.  | 4. | 3. | 19 let |
| MSJ  | 2015/16 | Cheile Gradistei | 4.  | 5.  | 9. | 6. | 20 let |
| MEJ  | 2015/16 | Pokljuka         | 5.  | 2.  | 5. | –  | 20 let |

### Výsledky z Juniorského poháru

#### Sezona 2015/16
| Místo                  | SP | SP |
| ---------------------- | -- | -- |
| Obertilliach, Rakousko | 3. | 6. |

V junior cupu se jezdily dva sprinty.

## Vítězství v závodech světového poháru, na mistrovství světa a olympijských hrách

### Individuální
| Č.                           | sezóna    | datum             | místo                       | disciplína                |
| ---------------------------- | --------- | ----------------- | --------------------------- | ------------------------- |
| 1.                           | 2019/2020 | 16. února 2020    | Anterselva, Itálie (MS)     | stíhací závod             |
| 2.                           | 2020/2021 | 14. února 2021    | Pokljuka, Slovinsko (MS)    | stíhací závod             |
| 3.                           | 2021/2022 | 19. prosince 2021 | Annecy, Francie             | závod s hromadným startem |
| 4.                           | 2024/2025 | 6. prosince 2024  | Kontiolahti, Finsko         | sprint                    |
| 5.                           | 2024/2025 | 6. března 2025    | Nové Město na Moravě, Česko | sprint                    |
| – závod na mistrovství světa |           |                   |                             |                           |

### Kolektivní
| Č.                           | sezóna    | datum              | místo                       | disciplína           |
| ---------------------------- | --------- | ------------------ | --------------------------- | -------------------- |
| 1.                           | 2019/2020 | 18. ledna 2020     | Ruhpolding, Německo         | štafeta              |
| 2.                           | 2019/2020 | 25. ledna 2020     | Pokljuka, Slovisnko         | smíšený závod dvojic |
| 3.                           | 2019/2020 | 22. února 2020     | Anterselva (MS)             | štafeta              |
| 4.                           | 2020/2021 | 10. ledna 2021     | Oberhof, Německo            | smíšený závod dvojic |
| 5.                           | 2020/2021 | 15. ledna 2021     | Oberhfof, Německo           | štafeta              |
| 6.                           | 2020/2021 | 23. ledna 2021     | Anterselva, Itálie          | štafeta              |
| MS                           | 2022/2023 | 18. února 2023     | Oberhof, Německo (MS)       | štafeta              |
| 7.                           | 2023/2024 | 25. listopadu 2023 | Östersund, Švédsko          | smíšená štafeta      |
| 8.                           | 2024/2025 | 1. prosince 2024   | Kontiolahti, Finsko         | štafeta              |
| 9.                           | 2024/2025 | 15. prosince 2024  | Hochfilzen, Rakousko        | štafeta              |
| 10.                          | 2024/2025 | 17. ledna 2025     | Ruhpolding, Německo         | štafeta              |
| 11.                          | 2024/2025 | 25. ledna 2025     | Anterselva, Itálie          | štafeta              |
| MS                           | 2024/2025 | 12. února 2025     | Lenzerheide, Švýcarsko (MS) | smíšená štafeta      |
| – závod na mistrovství světa |           |                    |                             |                      |